# Izba Zarządzających Funduszami i Aktywami
Izba Zarządzających Funduszami i Aktywami – organizacja skupiająca na zasadzie dobrowolności działające na polskim rynku towarzystwa funduszy inwestycyjnych.

## Historia
Powstała 28 października 2004. Jest kontynuatorem założonego w 1997 Stowarzyszenia Towarzystw Funduszy Inwestycyjnych (STFI). W 2006 Izba skupiała w sobie 24 towarzystwa zarządzające 262 funduszami inwestycyjnymi i aktywami prawie 100 mld złotych. Od 2005 prezesem Izby jest Marcin Dyl.

## Podstawa prawna i cele
Izba działa na podstawie Ustawy z dnia 27 maja 2004 r. o funduszach inwestycyjnych i zarządzaniu alternatywnymi funduszami inwestycyjnymi (Dz.U. z 2023 r. poz. 681) oraz art. 70 Ustawy z dnia 30 maja 1989 r. o izbach gospodarczych (Dz.U. z 2019 r. poz. 579).
Głównymi celami jej działalności jest:
- reprezentowanie środowiska towarzystw funduszy inwestycyjnych,
- wspieranie rozwoju towarzystw funduszy inwestycyjnych w Polsce,
- upowszechnianie wiedzy o funduszach inwestycyjnych,
- rozwijanie i doskonalenie zasad etyki zawodowej specjalistów związanych z zarządzaniem funduszami inwestycyjnymi.

Zadania izby wskazane w ustawie:
1. określanie i kodyfikacja zasad uczciwego obrotu oraz przyjętych w obrocie zwyczajów w działalności funduszy inwestycyjnych;
2. określanie standardów prezentacji wyników funduszy inwestycyjnych;
3. określanie standardów reklamy funduszy inwestycyjnych;
4. określanie standardów prospektów informacyjnych funduszy inwestycyjnych i skrótów tych prospektów;
5. sprawowanie nadzoru nad przestrzeganiem standardów określonych przez izbę oraz zasad uczciwej konkurencji na rynku funduszy inwestycyjnych;
6. reprezentowanie towarzystw, a także domów maklerskich prowadzących działalność wyłącznie w zakresie doradztwa inwestycyjnego albo zarządzania portfelami, w skład których wchodzi jeden lub większa liczba instrumentów finansowych w odpowiednich organizacjach międzynarodowych.

W zakresie reprezentacji międzynarodowej: IZFiA jest członkiem EFAMA (European Funds and Asset Management Association) – od początku swojego istnienia jest członkiem EFAMA (wcześniej członkiem EFAMA i jej poprzedniczki FEFSI było również Stowarzyszenie Towarzystw Funduszy Inwestycyjnych w Polsce). EFAMA jest europejską pozarządową organizacją skupiającą instytucje związane z rynkiem funduszy inwestycyjnych. Członkami EFAMA są 23 organizacje narodowe z krajów europejskich oraz 43 Członków korporacyjnych. Siedziba EFAMY mieści się w Brukseli.